# چفی (دهانه)
چفی یک دهانه برخوردی در ماه‌ است.

## دهانه‌های اقماری
این دهانه ۳ دهانه اقماری دارد.
| Chaffee | عرض جغرافیایی | طول جغرافیایی | قطر          |
| ------- | ------------- | ------------- | ------------ |
| S       | ۳۹.۵° S       | ۱۵۶.۶° W      | ۱۹.۰ کیلومتر |
| W       | ۳۸.۲° S       | ۱۵۵.۳° W      | ۲۵.۰ کیلومتر |
| F       | ۳۸.۸° S       | ۱۵۲.۵° W      | ۳۵.۰ کیلومتر |